# 于山島
于山島（うざんとう、ウサンド、우산도）は、1431年に朝鮮で編纂された『太宗実録』の太宗十七年（1417年）の項に記述されたものから、1908年に編纂された『増補文献備考』「輿地考」まで、朝鮮の数多くの歴史書や地図に登場している島。朝鮮半島の東、現在の鬱陵島周辺に描かれているが、実際のどの島に当たるかは分かっていない。「于山」という名称は1145年に編纂された『三国史記』に512年の史実として「于山国」という名称で記載されたものが最も古い。
現在、韓国では于山島を現在の竹島（独島）であるとしている。

## 概要
「于山島」が現れる古文献や古地図のひとつひとつに即して検討作業を加えれば、
1. 明らかに鬱陵島を意味する場合
2. 鬱陵島とは別の島を指す場合
3. 現在の竹島（韓国名：独島）を指す場合

の3つに大きく分類できる。
韓国に現存する地図のなかでも古いものでは于山（島）は鬱陵島近傍の西、あるいは北に描かれることが多いが、これに比定できる島は存在しない。18世紀後半以降は鬱陵島の東に隣接して描かれるようになり、しだいに鬱陵島北東に隣接する現在の竹嶼付近に于山島を描いている。
鬱陵島は朝鮮政府にとっては辺境の遠隔地で渡航も難しく、1417年以降は入島・居住を全面禁止する「空島政策」をとっていた。安龍福の密航により鬱陵島の帰属が日本と朝鮮間の外交問題となった後、朝鮮政府は鬱陵島をたびたび調査を行った。これら調査で得られた知見により、于山島は鬱陵島の北東近傍に一つの島として描かれるようになった。日本では、鬱陵島と于山島の位置（方角、距離）、形状（1つの島）より竹嶼であるとする説が有力である。

## 『三国史記』（1145）における「于山国」

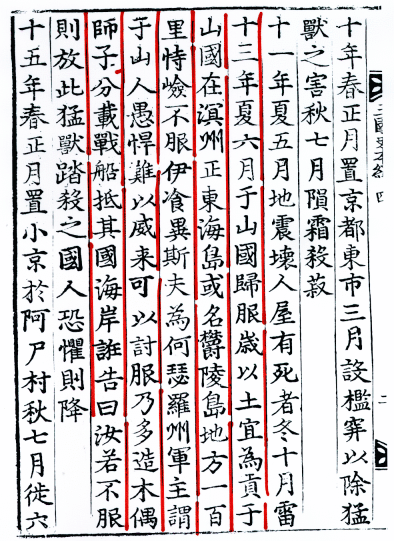
『三国史記』巻四「新羅本紀」。512年の記事。「于山国は溟州東方の海の島にあり、別名鬱陵島という」の記述がある。

1145年に編纂された朝鮮半島最古の歴史書『三国史記』には、「512年6月に于山国が服属し毎年土地の産物を貢いだ。于山国は溟州のちょうど東の海の島にあり、別名を鬱陵島という」とある。すなわち、「于山国」とは鬱陵島の別名である。韓国政府は、後年の『世宗実録』地理志に基づく韓国側の解釈をこの『三国史記』に遡及適用することによって、竹島は512年以降ずっと韓国領であると主張している。しかし、『三国史記』には鬱陵島以外の島のことは全く記されていない。なお、島の大きさについては、通常1里＝400メートルで計算すると100里だと約40キロメートルとなるが、実際の鬱陵島より大き過ぎるので、ここでは短里の1里＝80メートルが使われて8キロメートル四方であると考える方が自然である。
原文
（※可読性向上のため空白を入れ、固有名詞以外は旧字体を新字体に変更。以下同様）
翻訳
6世紀初めに「于山国」が新羅に服属して朝貢関係にあったことは『三国史記』の記すところであるが、1022年（顕宗13年）頃まで用いられていた「于山国」の呼称は、この時期を最後に『高麗史』や『高麗史節要』などの文献資料から姿を消すようになり、このことについて、韓国の金柄烈（戦争法・国際法専門）は11世紀初頭の女真族の高麗侵攻の影響を挙げている

## 15世紀の文献に登場する「于山」

### 『太宗実録』（1431）の流山国島と于山島
1431年に編纂された韓国の文献『太宗実録』の太宗十二年（1412年）の項に「流山国島」の名が現れる。その中で、江原道高城於津に漂着した白加勿らは「11戸60人余りが、武陵島から流山国島に移った。流山国島は、東西と南北がそれぞれ2息、周囲が8息で豆や麦が採れる」と観察使に証言している。なお、1息は約12キロメートルであり、それによれば東西・南北それぞれ24キロメートル、外周が96キロメートルということになる。金柄烈は、白加勿らが生まれ育った「武陵島」を鬱陵島附属の竹嶼とみなし、移り住んだ「本島」すなわち「流山国島」を鬱陵島に比定している。「流山国島」の流山は于山の発音を表記で充てたものと考えられるが、「武陵島」を鬱陵島とみなす前提に立てば「流山国島」に該当する島が周囲にないことが問題になる。これに先立つ1403年、太宗は倭寇を警戒し鬱陵島住民に本土へ移住するよう命じていたため（空島政策の始まり）、白加勿らは観察使の質問に架空の島を証言したのではないかという推測を生むわけである。金柄烈自身は、当時にあっては鬱陵島のことが「于山国島（その転訛として、流山国島）」、竹嶼のことが「武陵島」と呼ばれるのが、むしろ自然であったとしており、于山国島は独島ではなかったとしている。
鬱陵島は、はるか海上にあるので観察使が来ることが少なく、逆に兵役や税を逃れる者が本土より密かに移住したり、住民が倭寇を装い本土を襲ったりしたため、1416年政府は空島政策を堅持する方針を立て、その後鬱陵島住民を強制的に本土に引き上げさせている。
翌年の『太宗実録』の太宗十七年（1417年）の項に于山島という名が初めて現れる。そこには「按撫使の金麟雨が于山島から還ったとき、大きな竹や水牛皮、芋などを持ち帰り、3人の住民を連れて来た。そして、その島には15戸の家があり男女併せて86人の住民がいる」と報告しており、住人の数や戸数より上記の「流山国島」のことを表していると考えられ、この于山島は鬱陵島の事を示していると考えられる。ここでは「于山武陵島住民の刷出与出」が議論されており、「武陵の住民は刷出せず、五穀と農器を与えて生業を安定」させてほしいとの請願もあったところから、金柄烈は鬱陵島本島である「于山」を先に書き、属島竹嶼である「武陵」を後に書いたと推測している。これについては、「按撫使の金麟雨は于山島から還り、‥‥」の部分を鬱陵島の傍らにある現在の竹嶼から還ったと解し、この于山島や流山国島はその竹嶼だとする解釈もある。いずれにせよ、ここでいう「于山島」が現在の竹島（韓国でいう独島）であるという解釈は、島の大きさや島内環境の記載からみて成り立ちようがない。
「流山國島」に関する原文
翻訳
「于山島」に関する原文
翻訳

### 『高麗史』(1451)の于山島
1451年に完成した『高麗史』に、「鬱陵島は県のちょうど東の海にある。新羅のとき于山国と称した。一説に武陵や羽陵とも言われ、百里四方ある。……一説には、于山・武陵この二島は互いに距離は遠くなく、天候が清明であれば望み見ることができる。」と于山島の記述が見られる。韓国側の見解では、晴れていれば鬱陵島から竹島が望めるので、この于山島を独島（竹島）と考えるのが自然だとする。
一方日本側の見解では、現在の竹島のような、遠く離れた無人の小島の名に国名を使う訳がないとする。この文章の表題は鬱陵島となっており、また問題の一文では于山島と武陵島を同格に表現しているが、本文は全て鬱陵島の内容で、現在の竹島を示すような内容は書かれていない。鬱陵島周辺には鬱陵島と同程度の島は存在しないが、『太宗実録』に86人が住む于山島の証言があるため、編者は二島である可能性を捨てきれず、一説として問題の一文を書いた可能性が高い。これらのことから、日本では、朝鮮王朝が鬱陵島近辺の地理を掌握しておらず、架空の于山島から見た武陵島、武陵島から見た于山島、あるいは朝鮮本土から見た于山・武陵（鬱陵島）のことを風説に基づき書いたと考えられている。
原文
翻訳

### 『世宗実録』(1454)の于山島
1454年に編纂された『世宗実録』世宗七年の項には、「于山茂陵等の所で按撫使の金麟雨は‥‥」となっており、それまで「鬱陵」「武陵」「羽陵」などと呼んでいた島を今度は「茂陵」としている。「于山茂陵等」として、于山と茂陵が中心になっており、これまでの経緯からその両方が鬱陵島を指していると考えられる。韓国側は、この地理志の記録をもって于山島を竹島に比定し、以降の史料に出てくる全ての于山島に竹島を自動的に当てはめて解釈をしている。また、1417年から1438年まで実施された鬱陵島の刷還政策の過程で得た竹島の知識が反映されたとする韓国人学者もいるが、それらを示す具体的な史料は現存しない。日本側は、地理志の于山島や于山国の内容は、過去の『高麗史』や『三国史記』を編集した内容になっていると解釈している。
原文
翻訳

### 『八道総図』の于山島

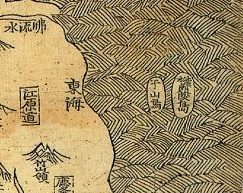
東国輿地勝覧付属の八道総図（鬱陵島周辺部）

于山島が描かれている地図は多数見つかっているが、その内最も古い地図は1481年（成宗12年）に編纂された『東国輿地勝覧』付属の『八道総図』である。韓国では、世宗実録地理志に基づく推定をこの地図の于山島に当てはめることにより竹島であるとする。日本では、鬱陵島の西にこの様な大きな島は存在しないこと及び同時代の記録である太宗実録に記載された金麟雨の于山島実地調査が鬱陵島を示すことから、二重写しの鬱陵島と考えている。

## 16世紀の文献における「于山」

### 『新増東国輿地勝覧』(1530)の于山島
1530年に編纂された『新増東国輿地勝覧』では于山島と鬱陵島を併記し、添付の江原道の地図には于山島を鬱陵島の西に描いている。しかし鬱陵島の西にはその様な島は存在しない。本文にもある通り一説に本来一つの島であるとしていることから、鬱陵島を二島と誤認していたことが分かる。
この文章には「天候が清明であれば山頂の樹木及び山麓の海岸を歴々見ることができる。」という一文がある。韓国では、この一文を竹島（独島）から見た鬱陵島だと主張しており、日本では朝鮮本土から見た鬱陵島であるとする説もある。しかし、どちらも実際には快晴であっても山頂の樹木や山麓の海岸を歴々見ることはできない。そのため、これは過去の『高麗史』や『世宗実録』を参考に、鬱陵島の西にあるとされる鬱陵島から見た于山島の噂をそのまま加筆記載したものと考えられている。「三つの峰が及業（きゅうぎょう）として空を支え、南の峰はやや低い。」「于山と鬱陵は本来一つの島で百里（約40km）四方ある。」の部分は鬱陵島の様子を示しており、また「風が良ければ二日で到達できる」と言う部分では、当時の船で朝鮮本土から鬱陵島まで二日、日本側の資料で竹島（鬱陵島）から松島（現在の竹島）まで一日かかるので、于山島・鬱陵島は朝鮮本土から行く鬱陵島と考えられる。現在の竹島を于山島とする説では、距離だけでなく添付の地図の位置や大きさも全く違い、その可能性は極めて低い。
1760年代に編纂された『輿地図書』では、「欝陵島　一羽陵　島在府東南海中　三峯岌業掌空　南峯稍卑　風日清明則峯頭樹木山根沙渚歴々可見」と新増東国輿地勝覧とほぼ同じ記述内容をもって「鬱陵島」の説明としている。

なお、1690年代に起きた鬱陵島（当時の日本ではこの島を竹島と呼んでいた）をめぐる日本と朝鮮との領有問題（竹島一件）の生じた時には、当時の朝鮮はこの一文を理由に鬱陵島は古来より朝鮮本土から見えていたので朝鮮領だと主張している。
原文
翻訳

### 『西渓雑録』の于山島

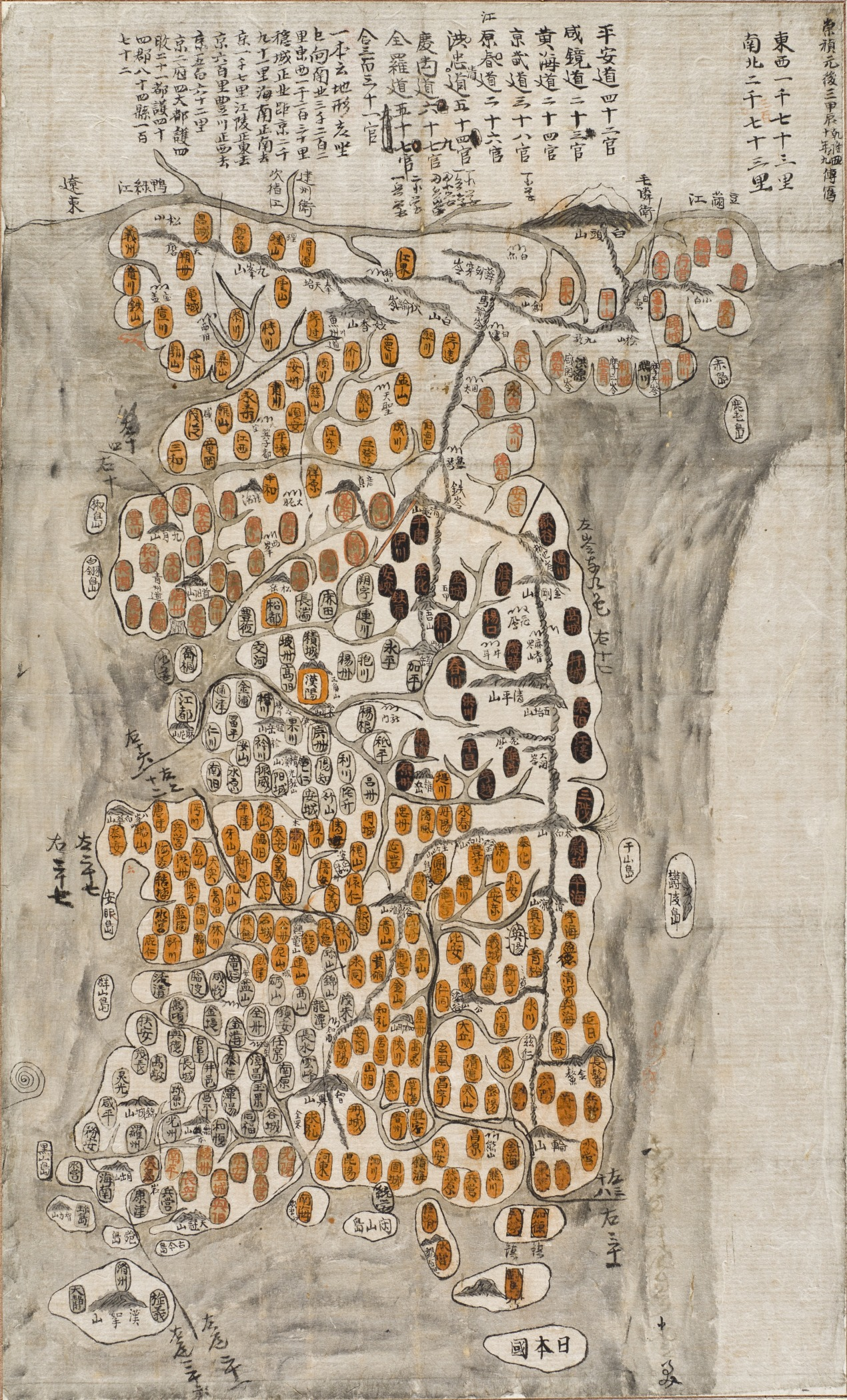
1628年に書かれた朝鮮半島の地図の複写。于山島と鬱陵島が描かれている。

朴世堂が書いた『西渓雑録』の中の「鬱陵島」の項に、ある僧侶からの伝聞として于山島の記述がある。その記述によると、その僧侶は文禄の役（1592～1593年）の時に日本の捕虜となって日本の船で鬱陵島に行ったと言っており、その後他の捕虜７人と朝鮮半島まで帰ったとしている。このときの鬱陵島と于山島の記述に、「于山島は高さが低く、天気が極めて良くなければ、また最も高い頂に登らなければ、見ることができない。」とあることから、韓国では、天気が極めて良いときに最も高い頂に登らなければ見ることができないのは、鬱陵島から見た独島（現在の竹島）しかないとしている。しかしその前文の、「二島はここからそう遠くはなく、一度風に乗れば到着することができるだろうという。」としているところでは、二島を一纏めにして朝鮮半島からそう遠くないとしていることから、日本では、この二島は朝鮮半島から見てほぼ同じ方向にあると認識されていた島であり、当時の朝鮮の地図に描かれている鬱陵島と架空の島の于山島又は竹嶼であるとしている。
原文
翻訳

## 17世紀の文献における「于山」

### 『東国輿地志』の于山島

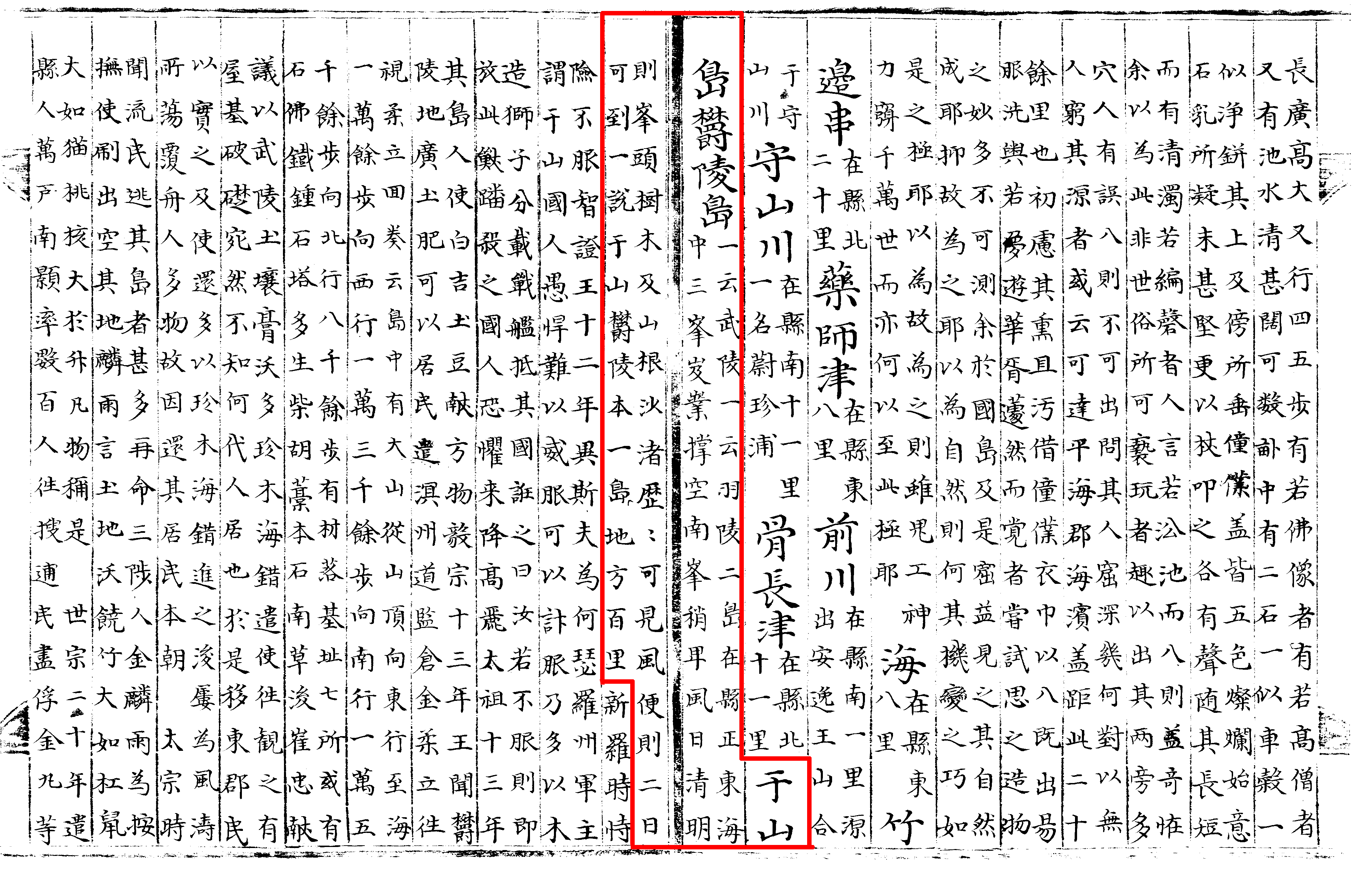
「東国輿地志」巻之七 江原道

1656年に編纂された柳馨遠の『東国輿地志』には、『新増東国輿地勝覧』と同じ文が転記されている。 
原文

### 安龍福証言における「于山島」

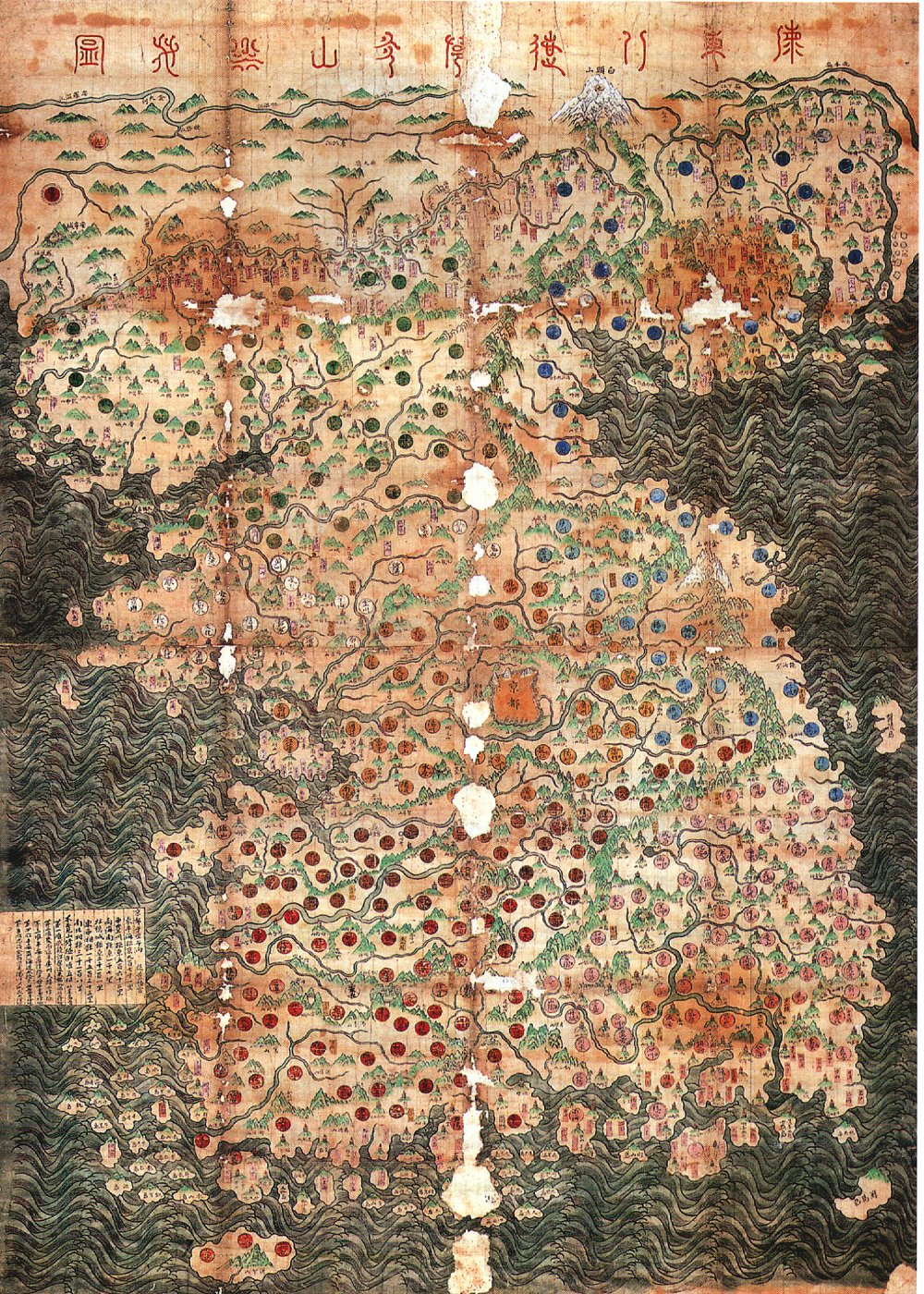
1600年代後半の朝鮮半島の地図。朝鮮半島と鬱陵島との間に于山島が描かれている。

これまでの文献や地図を見ると于山島が松島（現在の竹島）でない事は間違いないが、朝鮮国慶尚道東莱県に住む漁夫安龍福は于山島を日本人の呼ぶ松島だと言っている。彼は二度日本に来た記録があるが、彼の言動を総合すると松島に行った可能性は非常に少ない。彼は日本への二回目の渡航時、鬱陵島から隠岐への通過点である松島を見たかもしれないが、この松島は彼の想像する于山島ではなく接岸することも難しい小さな島である。彼は鬱陵島は何度も訪れているが、『朝鮮八道古今総覧図』に描かれている架空の大きな島の于山島が見当たらず、日本人の呼ぶ松島をこの于山島だと信じていたようである。というのも、日本での村上家記録や朝鮮へ帰国したときの粛宗実録の記録には「于山島」ではなく「子山島」と記されているが、このように言っているのは安龍福だけで、地図を見て地図に書かれた文字を読み違えていることが窺えるからである。彼は于山島を鬱陵島より北東に約20km、船で約1日で行ける居住可能な大きな島で「日本人が魚膏（アシカの油）を煮炊きしている(子山島倭等方列釜煮魚膏)」と述べている。

#### 『竹嶋紀事』
1693年（元禄6年）4月、朝鮮国慶尚道東莱の漁夫安龍福は「鮑と和布（わかめ）かせぎ」のため鬱陵島に渡ったが、ここで同じく漁をし鉄砲を所持していた日本の漁夫たちに捕らえられ日本に連行される。そして日本で取調べを受けた後、幕府の指示により対馬経由で朝鮮に送還される。（竹島一件）
『竹嶋紀事』によると、対馬藩での取り調べに安龍福は、鬱陵島の北東に大きな島があり、この島を知っている者が于山島だと言ったとしている。また安龍福はこの島を鬱陵島にいた時に二度見たが行ったことはないと言っている。後に彼は日本人の呼ぶ松島（現在の竹島）をこの于山島だと言うのだが、鬱陵島へ鮑やワカメなどを採りに来た安龍福は海岸近くにいたはずであり、海岸付近からの松島は水平線の下になり、快晴でも全く見えない。また方角も全く違い、大きな島でもないので本当の松島ではないことがわかるが、鬱陵島から一日余りで着き逗留中にようやく二度見た島と言うと、山頂付近に登ったり、かなり沖へ出ると見えた可能性もあるので松島と言えなくもない。しかし安龍福が日本へ連行された折に同行していた朴於屯の証言によると、鬱陵島から隠岐への航海中、鬱陵島の「前後、さらに他島なし」と言っており、隠岐への通過点である松島を認識していない。安龍福の言う于山島が本当の松島である可能性は極めて低い。
原文

#### 『村上家文書』(1696)
1696年（元禄9年)5月、日本の隠岐に安龍福ら11人を乗せた朝鮮船が着岸。取り調べたところ、安龍福は『朝鮮八道之図』を示し、日本で呼んでいる竹島は鬱陵島であり、松島は子山（于山）という島であって朝鮮領に属するとし、自分たちは伯耆守へ訴願するためここへ立ち寄ったと説明している。当時の日本では鬱陵島の事を竹島、現在の竹島のことを松島と呼んでおり、この時安龍福が話した内容の記録が隠岐の村上家文書に残っている。
鬱陵島と朝鮮本土の距離が30里（約12km）、鬱陵島と于山島の距離が50里（約20km）で、鬱陵島から于山島まで船でその日の内に着くと言っているが、実際の鬱陵島と朝鮮本土との距離は約140km、鬱陵島と現在の竹島（松島）の距離は約90kmで大きく食い違っている。安龍福は鬱陵島には何度も渡っていることから、おおよその距離は把握していると考えられ、この違いは鬱陵島と于山島と呼ばれる島を朝鮮領としたいがために、全体に朝鮮本土側へ寄せ偽証したとも言われている。しかし、安龍福の証言する距離の比を実際の距離に当てはめてみても、やはりかなり食い違っている。また彼は朝鮮八道之図に鬱陵島と子山（于山島）を記し、松島を経由したように言っているが、この当時発行されている朝鮮の地図朝鮮八道古今総覧図には最初から鬱陵島が描かれており、鬱陵島の北には実在しない于山島も描かれている。村上家文書には安龍福から聞き取ったと見られる「朝鮮の八道」の名称を列記したものもあり、江原道の文字の下だけに「此道ノ中ニ竹嶋松嶋有之」と書き留められている。安龍福の、鬱陵島と実在しない于山島を朝鮮領にしようとする強い意気込みが、読み取れる。
なお、朝鮮側は、安龍福は漂風の愚民であって政府の関知するところではない、としており、後の対馬藩の『朝鮮通交大紀』には安龍福が勝手に日本に提出した文書について朝鮮側は「妄作の罪あり」としている。
原文
現代文

#### 『粛宗実録』(1728)と安龍福証言
1728年に李氏朝鮮で編纂された書物『粛宗実録』には、1696年（粛宗22年）に朝鮮の安龍福が鬱陵島での日本人の漁労に抗議するために日本へ行った時のことが書かれている。帰国時に不法渡航の疑いで朝鮮政府に捕らえられ、備辺司で尋問された時の証言内容の中に（安龍福は、「松島はすなわち子山島で、これもまた我国の地だ。……」と言った。）とある。当時の日本では現在の竹島のことを松島と呼んでおり、これ以外にも「鬱陵子山島等を以て朝鮮の地界と定めた関白の書契がある」との記述があることから、韓国では現在の竹島（独島）が于山島であり朝鮮領だった確証だとしている。しかし、安龍福の証言に（……倭人は「我らは本来松島に住んでいる。偶然漁に出て来ただけ……」）とあるが、松島は人が住める環境ではない。つまり安龍福は日本人の呼ぶ松島を鬱陵島の近くにあるとされる于山島とし、話をでっち上げたのである。一連の安龍福の証言は他にも事実と合わない内容が多いことから、日本では、安龍福は当時朝鮮から渡航が禁止されている鬱陵島や日本への不法渡航や日本に訴訟を起こそうとした罪を免れるため事実を過大に脚色し創作したと考えられている。　（安龍福の虚言については安龍福を参照）
この安龍福の松島の発言は後の朝鮮の書記に影響したと考えられ、これが明治時代の日本の記録にまで影響し、現在の竹島問題へと発展している。
原文
翻訳

## 18世紀の文献における「于山」

### 『欝陵島図形』の于山島
1711年に鬱陵島へ渡った検察使の朴昌錫が、于山島が描かれている『欝陵島図形』（ソウル大学 奎章閣蔵）を製作している。于山島を描いた古地図は多数発見されており、どの地図にも于山島は鬱陵島の近傍に描かれているが、この地図に書かれた于山島は鬱陵島の東近傍に附属島のように描かれ、その中央には「海長竹田　所謂于山島」と記されている。海長竹は竹の種類で、田のように広く自生していることを示していると考えられている。鬱陵島の東近傍には、実際に「竹嶼」という古地図と同様南北に長い小島があって、多くの竹が自生しているため、この頃からこの島を于山島と呼んでいたと考えられる。
朝鮮王朝が鬱陵島を調査した1694年作成の記録『蔚陵島事蹟』には「東方五里に一つの小島があり、高くはないが大きい海長竹が一面に生えている」とした記述がある。東方五里（約2km）としていることから、この小島は鬱陵島から東に2.2km離れた竹嶼であることが窺え、『欝陵島図形』の記述と共に于山島が竹嶼であることを裏付けている。
この他にも『欝陵島図形』という地図が別に二枚確認されており、1699年製作といわれるもの（韓国国立中央博物館蔵）と、1701年製作といわれるもの（三陟市立博物館蔵）には、「大于島」「小于島」という島が描かれている。これらの地図には鬱陵島の北海岸から北東にかけて、孔巖、錐峰、蟻竹岩、など、今日の象岩、錐山、竹岩と比定される鬱陵島沿岸の岩を書いており、更に東北部から東にかけた海岸沿に「芋田」や「倭船倉」（日本の船倉）の文字が記載され、安龍福がこの辺りで日本人に遭遇していたことがうかがえる。そのすぐ対岸に「大于島」と「小于島」が描かれ、これらの相対的な位置関係からそれぞれ現在の竹嶼と観音島とみられる。

### 『備辺司謄録』(1735)の于山島
1735年1月19日（英祖11年1月）の備辺司での記録には「その（鬱陵島）西にまた于山島があり、また広闊だという」としているが、実際には鬱陵島の西に島は存在しない。備辺司は朝鮮の軍事を担当する官庁であるが、安龍福への尋問後にも、備辺司は于山島が鬱陵島の西にあると認識している。
原文

### 『広輿図』の于山島

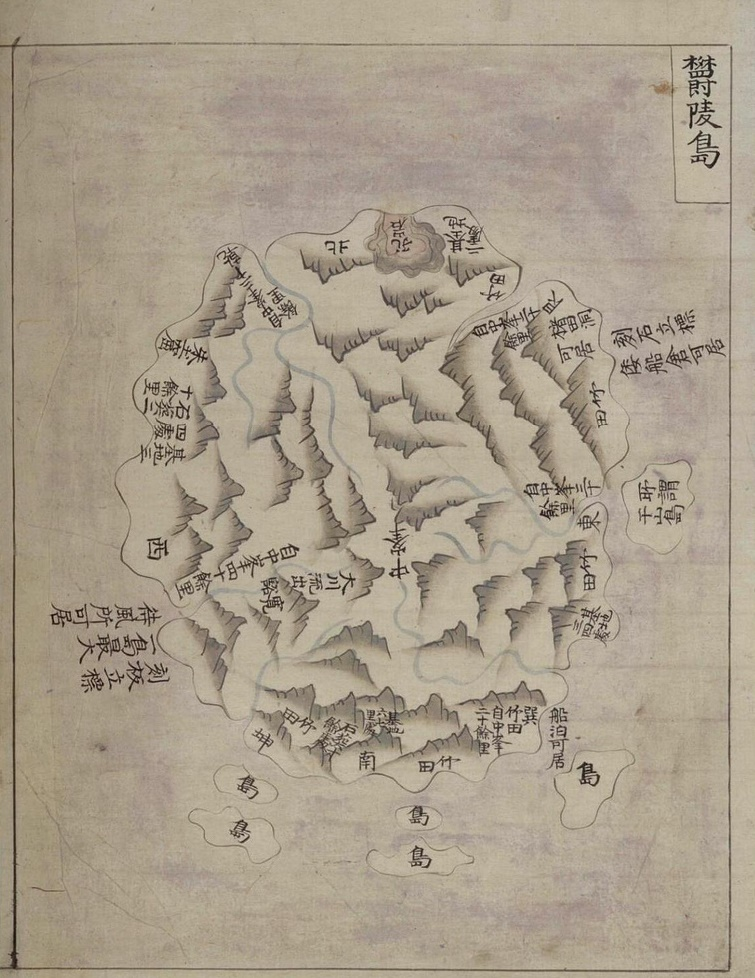
「広輿図」所収鬱陵島の図。東に隣接している島が于山島

1737～1776年の間に作成されたと考えられる『広輿図』（ソウル大学 奎章閣韓国学研究院　所蔵）に于山島を描いた關東道（江原道）と鬱陵島の図がある。この關東道の図の沿岸の島には大きく「欝陵島」と書かれ、その左に併記して小さく「干山島」と書かれている。また、鬱陵島単独の地図には鬱陵島の東沿岸に竹嶼と見られる「所謂干山島」と書かれた小さな島が描かれている。

### 『春官志』の于山
1745年（英祖21年）に成稿した李孟休の『春官志』に、竹島・三峯島・于山・羽陵・蔚陵・武陵・磯竹は皆同じ島であり、竹を産する事が書かれている。
原文
翻訳

### 『旅菴全書』(1756)の于山
1756年（英祖32年）、申景濬が編纂を担当した『旅菴全書』巻之七「疆界考」に于山の名が表れる。本文にある通りこの一節は『輿地志』の記述と他の文献や地図を見比べ、于山島と鬱陵島は別の島で、一島が松島で、恐らく二島とも于山国であろうとしている。「その所謂松島」とは、『輿地志』が編纂された後日本に渡った安龍福の証言を引用している可能性が高い。安龍福は上述の『粛宗実録』の記載にあるように松島が于山島であるとしている。しかし、この頃すでに多くの鬱陵島の古地図には『旅菴全書』の記述と同様の表現で「所謂于山島」と書いた島が描かれており、これらの島はその位置関係などからほぼ現在の「竹嶼」に比定できる。申景濬は竹嶼に比定できる于山島を日本人のいう松島（現在の竹島）と誤認していたことになる。
原文
翻訳

### 『東国文献備考』(1770)の于山
1770年（英祖46年）に編纂された『東国文献備考』所収で申景濬が編纂した「輿地考」の分註に「輿地志云 鬱陵 于山 皆于山國地 于山則倭所謂松島也」（輿地志に言う、鬱陵、于山は皆于山国の地で、于山は即ち倭の所謂松島である。）との一節がある。

日本では当時、現在の竹島のことを松島と呼んでいたため、韓国政府は現在の独島（竹島）が于山で、于山は于山国の一部であり、すなわち朝鮮領であるとしている。また、この一節の中の『輿地志』は安龍福が日本に訴願しに来る40年前の1656年に柳馨遠によって編纂されているので、安龍福の証言以前から朝鮮が領有していたとしている。これは朝鮮政府の文献なので、韓国では国の領有を決定付ける最も有力な証拠としている。
しかし最近、現存しないとされていた「輿地志」（『東国輿地志』）が見つかり、于山島の記述は『新増東国輿地勝覧』の転記しかない事が分かった。『東国文献備考』に書かれている「于山則倭所謂松島也」（于山は即ち倭の所謂松島である）の部分は、従来の日本の主張通り『輿地志』からの引用ではなく『旅菴全書』の「疆界考」と同様申景濬の私見だったのである。この文が安龍福の証言を元にしているかどうかは定かではないが、『東国文献備考』や「疆界考」の書かれた時期、朝鮮人と日本人が鬱陵島で遭遇した時期を考えると『粛宗実録』にある安龍福の証言を引用している可能性が高く、安龍福の虚言や多くの不自然な発言に鑑みるとその内容も信用するに値しないことになる。
また、1700年代初頭までの朝鮮の地図に記されている于山島は、全て松島とは全く違う位置や形・大きさで記されており、当時の朝鮮政府は松島を全く把握していないことが分かる。この頃の于山島も鬱陵島の東に隣接して描かれており、日本では、その位置関係や大きさ、形状、後の文献内容からも、于山島は現在の竹嶼を描いていると言われている。つまり、朝鮮政府は日本人の言う松島の存在を知らず、竹嶼と誤認していることになる。

### 『日省録』の于山島

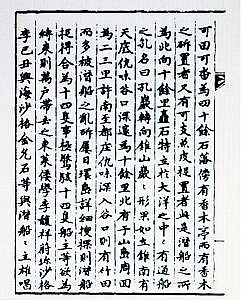
朝鮮王朝官撰『日省録』鬱陵島（ソウル大学校奎章閣蔵、1807年）
----
中ほどに「北有于山島周回為二三里許」の文言がみえる。

1760年から1910年までの朝鮮王朝の国政全般を記した官撰の『日省録』に于山島の名が現れる。
1793年の項には「臣按本曹謄録　蔚陵外島其名松島　即古于山國也」（『礼曹謄録』を按ずるに、鬱陵島近隣の島である松島は、即ち昔の于山国である）という記述があり、『東国文献備考』の記述を見ていると考えられる。
1807年5月12日の項に鬱陵島を調査した役人の記録があり、「北有于山島周回為二三里許」（北に于山島があって周囲は二三里をなしている）と報告している。于山島が鬱陵島の北にあって周囲が約800m－1200m（朝鮮の1里は約0.4km）であることが分かる。この記述に一番近い島でいえば竹嶼ということになる。竹嶼は鬱陵島の北東にあって、南北に約700mほどの縦長の島である。

## 19世紀の文献における「于山」

### 『万機要覧』(1808)の于山
1808年に朝鮮王朝政府が編纂した『万機要覧』軍政篇に『東国文献備考』の文をそのまま転写した文が書かれている。
「輿地志云　鬱陵于山皆于山国地　于山則倭所謂松島也」

（輿地志に言う、鬱陵、于山は皆于山国の地で、于山は則ち倭の所謂松島である。）

### 『青邱図』(1834)の于山

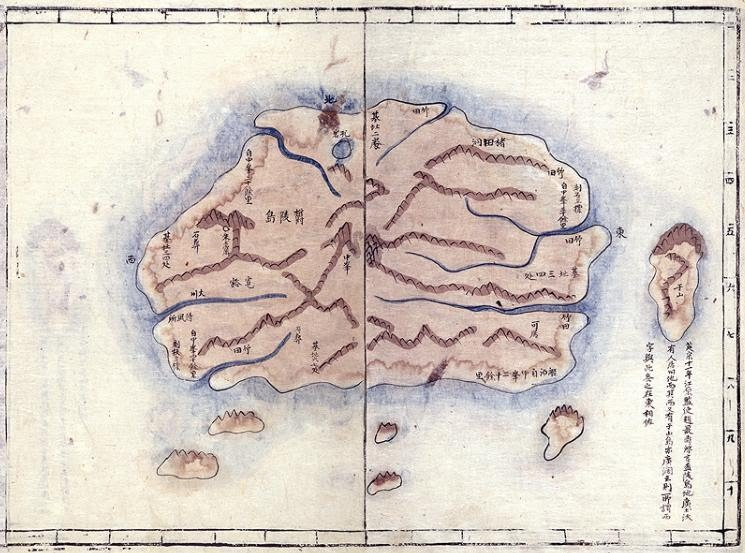
青邱図を元に作られた「大東輿地図」（1861年）。鬱陵島の東に于山と記された島が隣接している

1834年の青邱図に鬱陵島が描かれており、その東に隣接して于山という島が描かれている。この地図には、目盛りが振られており、他の多くの地図同様大きさや形状、位置関係から現在の竹嶼と比定される。一目盛り十里（約4km）とされる目盛りが振られていることから、韓国の主張する独島（竹島）を意図的に鬱陵島近くに描いた島ではないことが分かる。

### 『承政院日記』と『啓草本』の于山島
1882年（高宗19年）4月、朝鮮国王は460年以上も無人島にしていた鬱陵島を本格的に調査する。検察使は李奎遠で、百名ほどで調査報告した。そこには、高宗が李奎遠に鬱陵島へ出発する前の4月7日、高宗は「松竹島、于山島は鬱陵島の傍らに在るが、その相互の距離の遠近はどうなのだ。またどのような物が有るのか分からん。」と下問している。この質問に李奎遠は「于山島は、すなわち鬱陵島のことで、于山は昔の国都の名です。松竹島は一小島で、相互の距離は三数十里、その産物は檀香と簡竹であると言います。」と答えている。そして高宗は「芋山島あるいは松竹島と称する島は皆『輿地勝覧』が出自である。それはまた、松島、竹島とも呼ばれ、于山島との三つで鬱陵島と呼ばれる島を成している。その様子を良く検察しなさい。」と命令した。

『承政院日記』の原文
李奎遠は4月29日に出帆し鬱陵島を調査した後5月13日に本土へ戻ってくるが、鬱陵島より遥か先には島は全く無く、現地に渡った住民も近くの小島に松竹島や于山島等の名を適当に当てているだけで、于山が欝陵島を指しているのは、耽羅が済州島を指しているようなものだと結論付けている。
このように、当時の朝鮮政府の認識は于山島が鬱陵島であり、再調査した結果も検察使の李奎遠は于山島を鬱陵島の別名だと解している。
『啓草本』の原文
翻訳

### 『大韓地誌』(1899)の于山

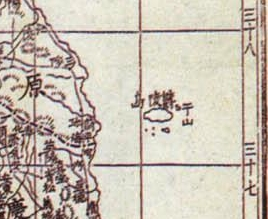
大韓全図の鬱陵島周辺部

1899年（光武3年）に朝鮮の歴史家兼書道家の玄菜(1886 - 1925年)によって編纂された地理書『大韓地誌』のなかに、大韓全図という経緯度入りのかなり正確な付属図が付いている。この地図中に鬱陵島と並んで于山の名が記載されている。于山島と書いていないことから、于山が鬱陵島とその周囲に記載されている島全体を指しているか、または于山の文字の位置関係から、現在の鬱陵島に付属する竹嶼という島であることが推測できる。また大韓帝国の領域は東経130度35分までと記しており、現在の竹島を大韓帝国領とはしていない。この『大韓地誌』は大韓帝国の学校でも使われたことのある信用性の高い地図である。

## 20世紀の文献における「于山」
現在の韓国政府の公式見解としては、歴史的に「于山」と呼称されてきた島こそが、現在の独島（日本名：竹島）にほかならないという立場に立っており、それが「独島が韓国固有の領土」だとする根拠となっている。しかしながら、鬱陵島を鬱島と改称し、鬱陵郡の管轄範囲を定めた1900年10月25日の大韓帝国「勅令第四十一号」には「于山」の名は登場せず、「郡庁は台霞洞に置き区域は鬱陵全島と竹島石島を管轄する事」として「竹島」「石島」が登場している。韓国政府は、この「石島」こそ独島だとしている。

### 『韓海通漁指針』における竹島（独島）呼称
日本人葛生修亮が1903年（明治36年）に書いた『韓海通漁指針』には当時の朝鮮人は、現在の「竹島」（韓国名:独島）を「ヤンコ」（「リアンクール岩礁」に由来。日本では「リャンコ」）と呼んでいたという記述があり、「石島」とは呼んでいない。こうしたことから日本では一般に「石島」が竹島（韓国名:独島）であるとの見方は成り立ちがたいとされている。

### 『増補文献備考』(1908)の于山島
1908年に高宗の命により編纂された『増補文献備考』「輿地考」には、于山島と鬱陵島は東に三百五十里（約140km）（実際の距離は約144km）にあるとしていることから、朝鮮本土から同じ距離にある事がわかり距離もほぼ正確に測量している。また、高宗の命により編纂され「芋山」という文字があることから『承政院日記』を参考に書かれていると見られ、于山島と鬱陵島は同じ島で芋山であるとしている。

この他、過去の文献にある于山島の記録をまとめた記述や、『東国文献備考』の文をそのまま転写した文「于山は則ち倭の所謂松島である。」の記述もあり、この当時鬱陵島の別名と見られていた于山を日本人のいう松島と誤認している。
「于山島　鬱陵島　在東三百五十里 一作蔚 一作芋 一作羽 一作武 二島一即芋山 『續』今爲鬱島郡」

（于山島　鬱陵島　は東へ三百五十里（約140km）にある。蔚、芋、羽、武の字が付けられ、二島は一つですなわち芋山である。現在鬱島郡となっている。）
「輿地志云　鬱陵于山皆于山国地　于山則倭所謂松島也」

（輿地志に言う、鬱陵、于山は皆于山国の地で、于山は則ち倭の所謂松島である。）

### 『高等学校　国史』(1982)の于山
韓国の国史教科書『高等学校　国史』には韓半島の地図が複数出てくるが、政府見解と異なりそこでは同島を「울릉도（鬱陵島）」または「우산（于山）」と記してあり独島表記もない。少なくとも1982年まで韓国における公的教育において于山と独島を同一視していなかった。また当時の教科書では独島に関する記述内でも于山島についてはまったく触れられていない。
しかし2011年の『高等学校韓国史』においては日本側の主張に含め「韓国が主張する于山島が独島」と表記している。

## 存在于山島
鬱陵島周辺の島の記述がある最初の記録は、『太宗実録』の太宗十二年（1412年）に流山国島の名で出てくる。その中で、白加勿らは「11戸60人余りが、武陵島から流山国島に移った。流山国島は、東西と南北がそれぞれ約24km、周囲が約96kmで豆や麦が採れる」と観察使に証言している。武陵島とは鬱陵島のことで、「流山」は過去に呼ばれていた「于山」の音号から転訛したものと考えられている。
鬱陵島の空島政策以後、島の周辺を知る者は限られ、安龍福の事件に絡む竹島一件後の18世紀になってからは、鬱陵島へ朝鮮政府の本格的な調査が定期的に入り、その最大の付属島である竹嶼を于山島として描いた地図が増えてくる。

## 「于山島＝独島」説
韓国政府の公式見解は以下のようなものである。